# Instituto San Isidro
El Instituto de Enseñanza Secundaria San Isidro es un centro docente público de educación secundaria dependiente de la Consejería de Educación de la Comunidad de Madrid, que desde 1845 ocupa parte de los edificios que antes albergaron el Colegio Imperial y los Reales Estudios de San Isidro.

## Precedente histórico del edificio
Desde 1346 Madrid contaba con el Estudio de la Villa, dependiente del concejo, institución otorgada por el rey Alfonso XI el 7 de diciembre de dicho año 1346. El conjunto del Colegio Imperial, en la manzana 143 de la antigua Villa de Madrid, tiene su origen en la fundación jesuita hecha durante el reinado de Felipe II, que incluyó un templo bajo la advocación de San Pedro y San Pablo, construido en 1567, y la puesta en funcionamiento dos años después (1569) de la «Casa de los Estudios», que puso en funcionamiento las aulas de Latinidad y Retórica con matrícula gratuita. En 1603 se demolió la primitiva iglesia y gracias al legado de María de Austria y Avis, hija de Carlos V y esposa de Maximiliano II, emperador del Sacro Imperio Romano, se promovió la construcción de una colegiata y se puso en marcha el Colegio Imperial.
En 1625, Felipe IV concedió a los jesuitas la gestión y explotación de la nueva institución, que a partir de entonces sería conocida indistintamente como los Reales Estudios, el Colegio Imperial de la Compañía de Jesús o el Colegio de San Pedro y San Pablo de la Compañía de Jesús en la Corte, y más tarde, como los Reales Estudios de San Isidro.
Con la expulsión de los jesuitas en 1767, los Reales Estudios se cerraron, hasta que Carlos III los reabrió tres años más tarde creando cátedras ganadas por oposición y concedidas por el propio rey; también se amplió la biblioteca, convirtiéndola en un centro público de consulta en 1785.
En 1752 Fernando VI promocionó una nueva aula de Matemáticas. Tras la expulsión de los jesuitas, Carlos III estableció quince cátedras –concedidas por oposición, a diferencia de lo estipulado durante el mandato jesuita– inauguradas el 21 de octubre de 1771, y cuya dirección fue encomendada al ministro del Consejo de Castilla, Manuel de Villafaña; también se decidió cambiar el carácter de la biblioteca, abriéndose como biblioteca pública, al cuidado de dos bibliotecarios y el personal de servicio necesario. Pero en 1815, Fernando VII entregó de nuevo la institución y el edificio a los jesuitas que salieron y entraron siguiendo las vicisitudes del reinado del “rey Felón”, entre 1816 y 1834 (con el paréntesis del Trienio Liberal), para convertirse en una institución definitivamente laica en 1835 con el nombre de Estudios Nacionales, pasando una década más tarde a la Universidad Literaria de Madrid. Finalmente, en 1836, con la desamortización de Mendizábal se desalojó el edificio.

## El “San Isidro”
En 1844, con la puesta en vigor del “plan Pidal” en 1845, los antiguos Reales Estudios quedan transformados en el Instituto de Segunda Enseñanza “San Isidro”. No obstante, en el mismo edificio se instala la Biblioteca de la Facultad de Filosofía y Letras de la universidad Central, y a partir de 1856 la Escuela Diplomática, y en 1860 la Escuela de Taquigrafía. En 1876, al trasladarse la Universidad al edificio de la carrera de San Bernardo, Francisco Jareño y Alarcón inicia la reforma y ampliación  del edificio, que una vez disponible de nuevo sería temporalmente ocupado por la antigua Escuela de Arquitectura (hasta entonces dependiente de la Real Academia de San Fernando), y la Escuela de Artes y Oficios de Madrid que aún se mantiene en esta dirección.
Entre 1901 y 1936, el Instituto desarrolló uno de sus periodos más significativos, cuando colaboran con el centro pedagogos como José Rogerio Sánchez García, becado por la JAE, y Enrique Rioja Lo Bianco, continuador de la línea educativa de la Institución Libre de Enseñanza. La documentación de este periodo permite conocer la diferente trayectoria de los referidos pedagogos; así, el zoólogo Rioja Lo Bianco, miembro de la Comisión Central de las Misiones Pedagógicas, y editor en 1938 de «Los Institutos para obreros. Creación del Gobierno del Frente Popular», murió en el exilio en 1963. Sin embargo, José Rogerio Sánchez formó parte desde el 20 de agosto de 1938 de la Comisión Dictaminadora de los Libros de Texto que debían usar en las Escuelas Nacionales, encargada de censurar el contenido religioso, moral, patriótico, pedagógico, científico, literario, tipográfico y el precio de venta del material escolar. Más tarde, en febrero de 1940, fue nombrado por el gobierno de Francisco Franco, catedrático de Segunda Categoría y director del Instituto San Isidro (además de académico de la Real Academia de Ciencias Morales y Políticas).
Durante la guerra civil española, habiendo sido suspendidas las clases, el edificio se usó como refugio antiaéreo, permaneciendo abierta una escuela para hijos de milicianos. «A diferencia de la Colegiata, el Instituto no sufrió daños.» En 1943, concluida la contienda bélica, el Instituto, que antes era mixto, pasó a ser solo masculino.
Entre 1969 y 1971, las instalaciones fueron reformadas. Se construyó un edificio nuevo, respetando la fachada, el patio, la capilla (de 1723), y la antigua escalera cuyo espacio incluye un pequeño museo dedicado a la Ciencia y a la Educación. La biblioteca, proyectada por Ventura de la Vega, cuenta todavía con algunos libros de su fondo antiguo no trasladados a otras instituciones. Se encuentra en la planta superior y se ha remozado añadiendo nuevas tecnologías. La escuela cuenta también con un museo antiguo en la planta baja, recreando una clase del instituto, una colección de animales disecados y cuatro plantas de diverso interés.
En 1983 el Instituto recuperó su carácter de centro mixto para la enseñanza, y la Dirección General de Bellas Artes y Archivos propuso que fuera declarado monumento histórico artístico (BOE de 22 de junio de 1983). Dos años después se realizaron nuevas obras de rehabilitación y restauración  a cargo del arquitecto Miguel Ángel López Miguel. En la actualidad imparte enseñanza bilingüe en inglés y en francés.

### Alumnos del Instituto
A pesar de lo que se asegura o promociona —lamentablemente sin referencias— en algunos blogs y páginas institucionales de Madrid (además de en la página oficial del instituto y otras asociadas a ella, y en diversos artículos de prensa, también sin referencias de autoridad histórica racional), de la extensa y desproporcionada lista de personalidades a las que se les atribuye incomprensiblemente haber sido alumnos/as del Instituto, pueden confirmarse, por declaraciones autobiográficas o biográficas, como alumnos reales del actual centro algunos notables personajes como, por ejemplo:
- Félix Lope de Vega y Carpio (Madrid, 25/11/1562 - ibíd., 27/08/1635), escritor. Estudió en el colegio de los jesuitas germen del Colegio Imperial.
- Francisco de Quevedo (Madrid, 14/9/1580 -Villanueva de los Infantes, Ciudad Real, 8/1645), escritor y político. Estudió en el Colegio Imperial de los jesuitas.
- Juan Eusebio Nieremberg (Madrid, 9/11/1595 - ibíd. 2/4/1658), escritor. Estudió en el Colegio Imperial y después fue profesor y director en el mismo.
- Calderón de la Barca (Madrid, 17/01/1600 – ibíd., 25/05/1681), escritor. Estudió en Colegio Imperial de los Jesuitas.
- Mariano José de Larra (Madrid, 24/3/1809 - ibíd., 13/2/1837), escritor y político. Se matriculó en los Estudios de San Isidro.
- José de Echegaray y Eizaguirre (Madrid, 19/4/1832 – ibíd., 14/9/1916), escritor y político. Premio Nobel de Literatura en 1904.
- Eduardo Rosales Gallinas (Madrid, 4/11/1836 - ibíd., 13/9/1873), pintor.
- Raimundo Fernández Villaverde y García del Rivero (Madrid, 20/1/1848 - ibíd., 15/7/1905), político.
- José Canalejas Méndez (Ferrol, 31/7/1854 - Madrid, 12/11/1912), político; presidente del gobierno. Asesinado en atentado.
- Jacinto Benavente (Madrid, 12/8/1866 - ibíd., 14/7/1954), escritor. Premio Nobel de Literatura en 1922.
- Julián Besteiro Fdez. (Madrid, 21/9/1870 - Carmona, 27/9/1940), político y catedrático; presidente de Cortes en la II República.
- Pío Baroja y Nessi (San Sebastián, 28/12/1872 - Madrid, 30/10/1956), escritor.[27]
- Manuel Machado Ruiz (Sevilla, 29/9/1874 - Madrid, 19/1/1947), escritor.
- Antonio Machado Ruiz (Sevilla, 26/7/1875 - Colliure, 22/1/1939), escritor.
- José Romano Gutiérrez-Solana y Gutiérrez-Solana (Madrid, 28/2/ 1886 -  ibíd., 24/6/1945), pintor, grabador y escritor.
- Pedro Salinas Serrano (Madrid, 27/11/1891 - Boston, 4/12/1951), escritor.[28]
- Juan de la Cierva y Codorníu (Murcia, 21/9/1895 - Croydon, 9/12/1936), ingeniero, aviador y político, inventó el autogiro.
- Vicente Aleixandre y Merlo (Sevilla, 26/4/1898 - Madrid, 14/12/1984), poeta. Premio Nobel de Literatura en 1977.
- Ernesto Giménez Caballero (Madrid, 2/8/1899 -  ibíd., 14/5/1988), escritor, profesor y político.
- Miguel Mihura Santos (Madrid, 21/7/1905 -  ibíd., 28/10/1977), escritor.
- Francisco Ayala García-Duarte (Granada, 16/3/1906 - Madrid, 3/11/2009). escritor.
- Camilo José Cela y Trulock (Iria Flavia, 11/5/1916 - Madrid, 17/1/2002), escritor. Premio Nobel de Literatura en 1989.[29]
- Alonso Zamora Vicente (Madrid, 1/2/1916 - San Sebastián de los Reyes, 14/3/2006), filólogo y escritor.[30]
- José Luis Sampedro Sáez (Barcelona, 1/2/1917 - Madrid, 8/4/2013), escritor y economista.
- Santiago Segura Silva (Madrid, 17/7/1965 - ), actor y cineasta.